# Polje
En polje (fra serbokroatisk: «jorde») er et oprindeligt navn for et dyrkbart karstområde fra De dinariske Alper, som er blevet introduceret verden over som en international teknisk betegnelse for en hul karstform,  en type slette som findes i karstlandskaber forskellige steder på jorden.
Poljer bliver dannet ved at flere jordfaldshuller vokser sammen til et flad bund i et bassin omgivet af bratte bjergvægge. Disse bassiner kan ofte dække områder på flere hundrede kvadratkilometer. Poljer kan være «blind-dale», uden udløb for vand på overfladen. Afvandingen kan da ske ved at bække og floder forsvinder ned i jorden og graver sig vej gennem den let opløselige karst, for igen at dukke op et andet sted udenfor poljen.
Jorden i en polje er typisk dannet af kalkstensrester, og sletterne udgør ofte de eneste dyrkbare områder i en karstregion.